# Larisa Moskalenko
Larisa Moskalenko (3 de janeiro de 1963) é uma velejadora que competiu pela União Soviética.

## Carreira
Larisa Moskalenko representou seu país nos Jogos Olímpicos de 1988 e 1992, na qual conquistou a medalha de bronze na classe 470. 